# Балце (Форли-Чезена)
Балце је насеље у Италији у округу Форли-Чезена, региону Емилија-Ромања.
Према процени из 2011. у насељу је живело 305 становника. Насеље се налази на надморској висини од 1089 м.